# DJ Toomp-diszkográfia
Az alábbi lista DJ Toomp amerikai hiphoplemez-producer diszkográfiája. Tartalmazza a gyártott, koprodukciós és remix dalok listáját év, előadó, album és cím szerint.

## Kislemezek
| Cím                                                                                                   | Év   | Csúcspozíciók a slágerlistákon | Csúcspozíciók a slágerlistákon | Csúcspozíciók a slágerlistákon | Csúcspozíciók a slágerlistákon | Csúcspozíciók a slágerlistákon | Csúcspozíciók a slágerlistákon | Csúcspozíciók a slágerlistákon | Csúcspozíciók a slágerlistákon | Csúcspozíciók a slágerlistákon | Csúcspozíciók a slágerlistákon | Tanúsítványok       | Album                          |
| Cím                                                                                                   | Év   | US                             | US R&B                         | US Rap                         | AUS                            | CAN                            | GER                            | IRE                            | NZ                             | SWI                            | UK                             | Tanúsítványok       | Album                          |
| --- | ---- | ------------------------------ | ------------------------------ | ------------------------------ | ------------------------------ | ------------------------------ | ------------------------------ | ------------------------------ | ------------------------------ | ------------------------------ | ------------------------------ | ------------------- | ------------------------------ |
| "24's" (T.I.)                                                                                         | 2003 | 78                             | 28                             | 15                             | —                              | —                              | —                              | —                              | —                              | —                              | —                              |                     | Trap Muzik                     |
| "Be Easy" (T.I.)                                                                                      | 2003 | —                              | 55                             | —                              | —                              | —                              | —                              | —                              | —                              | —                              | —                              |                     | Trap Muzik                     |
| "U Don't Know Me" (T.I.)                                                                              | 2005 | 23                             | 6                              | 4                              | —                              | —                              | —                              | —                              | —                              | —                              | —                              | - RIAA: Platinum    | Urban Legend                   |
| "What You Know" (T.I.)                                                                                | 2006 | 3                              | 1                              | 1                              | —                              | —                              | —                              | —                              | —                              | —                              | 80                             | - RIAA: 2× Platinum | King                           |
| "I Luv It" (Young Jeezy)                                                                              | 2006 | 14                             | 13                             | 7                              | —                              | —                              | —                              | —                              | —                              | —                              | —                              | - RIAA: Platinum    | The Inspiration                |
| "I'm a Fool wit It" (Twisted Black)                                                                   | 2006 | —                              | —                              | —                              | —                              | —                              | —                              | —                              | —                              | —                              | —                              |                     | Street Fame                    |
| "Can't Tell Me Nothing"                                                                               | 2007 | 41                             | 20                             | 8                              | —                              | —                              | —                              | —                              | —                              | —                              | 107                            | - RIAA: 4× Platinum | Graduation                     |
| "Good Life" (featuring T-Pain)                                                                        | 2007 | 7                              | 3                              | 1                              | 21                             | 23                             | 78                             | 24                             | —                              | —                              | 23                             | - RIAA: 3× Platinum | Graduation                     |
| "Theme Song (Hoggs on Da Grind)" (Slim Thug)                                                          | 2007 | —                              | —                              | —                              | —                              | —                              | —                              | —                              | —                              | —                              | —                              |                     | Nem Album Kis Lemezek          |
| "Certified" (Glasses Malone featuring Akon)                                                           | 2007 | —                              | 85                             | 24                             | —                              | —                              | —                              | —                              | —                              | —                              | —                              |                     | Beach Cruiser                  |
| "I'll Be Lovin' U Long Time" (Mariah Carey featuring T.I.)                                            | 2008 | 58                             | 36                             | —                              | —                              | 69                             | —                              | —                              | —                              | —                              | 84                             |                     | E=MC²                          |
| "Wish You Would" (Ludacris featuring T.I.)                                                            | 2008 | 114                            | 118                            | —                              | —                              | —                              | —                              | —                              | —                              | —                              | —                              |                     | Theater of the Mind            |
| "Yeah Ya Know (Takers)" (T.I.)                                                                        | 2010 | 44                             | 65                             | —                              | —                              | 68                             | —                              | —                              | —                              | —                              | —                              |                     | No Mercy                       |
| "Got Your Back" (T.I. featuring Keri Hilson)                                                          | 2010 | 38                             | 10                             | 4                              | —                              | 48                             | —                              | 33                             | —                              | —                              | 45                             | - RIAA: Gold        | No Mercy                       |
| "Trap Back Jumpin" (T.I.)                                                                             | 2012 | —                              | 38                             | 10                             | —                              | —                              | —                              | —                              | —                              | —                              | —                              |                     | Trouble Man: Heavy Is the Head |
| "—" olyan felvételt jelöl, amely nem szerepelt a listán, vagy nem került kiadásra az adott területen. |      |                                |                                |                                |                                |                                |                                |                                |                                |                                |                                |                     |                                |

## 1988

### MC Shy D-Comin' Correct in 88
- 01. "I Am Rough" (produced with MC Shy D & Mike Fresh)
- 02. "It's Just My Caddy" (produced with MC Shy D & Mike Fresh)
- 03. "I Don't Want To Treat You Wrong" (produced with MC Shy D & Mike Fresh)
- 04. "I Don't Play" (produced with MC Shy D & Mike Fresh)
- 05. "I Will Go Off Part II" (produced with MC Shy D & Mike Fresh)
- 06. "Atlanta That's Where I Stay" (produced with MC Shy D & Mike Fresh)
- 07. "Shake It" (produced with MC Shy D & Mike Fresh)
- 08. "I Wanna Dance" (produced with MC Shy D & Mike Fresh)
- 09. "Tearin' It Up" (produced with MC Shy D & Mike Fresh)

## 1990

### MC Shy D-Don't Sweat Me
- 01. "I Am Back" (produced with MC Shy D & Michael Sterling)
- 02. "Don't Sweat Me" (produced by MC Shy D & Mike Fresh & Michael Sterling)
- 03. "Got It Good" (produced with MC Shy D & Michael Sterling)
- 04. "You Are Everything" (produced with MC Shy D & Michael Sterling)
- 05. "Groove" (produced with MC Shy D & Michael Sterling)
- 06. "What's All This About" (produced with MC Shy D & Michael Sterling)
- 07. "I Can Make You Dance" (produced with MC Shy D & Michael Sterling)
- 08. "Work It" (produced with MC Shy D & Michael Sterling)
- 09. "G.T.F.O.M.F.B." (produced with MC Shy D & Michael Sterling)

## 1993

### Parental Advisory(P.A.)-Ghetto Street Funk
- 06. "3 B"

## 1994

### Native Nuttz -The Nativez Are Restless
- 01. "Rock Rock On"
- 02. "40 Oz. (Remix)"
- 03. "Skinflower"
- 04. "Pazz Tha Puddin'"
- 05. "Fruit N Slide"
- 06. "All N Da Splendor"
- 07. "Native Luzt"
- 08. "Give A (Shout)"
- 09. "Pissin' On Tha Wallz Of Damnation"
- 10. "Erect From Tha Slumz"
- 11. "40 Oz. (Original)"

## 1997

### Lil Jon & the East Side Boyz-Get Crunk, Who U Wit: Da Album
- 09. "Shawty Freak A Lil Sumtin'"
- 10. "Giddy Up Let's Ride - Giddy Up Let's Ride Outro"
- 13. "Cut Up"

## 1999

### Jim Crow-Crow's Nest
- 02. "Bandits"

## 2001

### T.I.-I'm Serious
- 01. "Intro"
- 03. "Dope Boyz"
- 06. "Why I'm Serious (Interlude)"
- 08. "Do It"
- 15. "Heavy Chevys"
- 17. "Outro"

## 2003

### T.I.-Trap Muzik
- "Trap Muzik" (co produced by San "Chez" Holmes and T.I.)
- "Be Easy"
- "24's"
- "Look What I Got"
- "Bezzle"

## 2004

### Kavious -Murder Dog - Celebrating 10 Years
- "Where You From"

### Ludacris-The Red Light District
- 14. "Two Miles an Hour"

### T.I.-Urban Legend
- 02. "Motivation"
- 03. "U Don't Know Me"

### Pastor Troy-By Any Means Necessary
- 03. "Ridin Big"

## 2005

### Benzino-Arch Nemesis
- 10. "What's Really Good" (featuring Scarface & Young Hardy)

### Boyz n da Hood-Boyz n da Hood
- 07. "Don't Put Your Hands On Me"

### Disturbing tha Peace-Disturbing tha Peace
- 12. "Two Miles an Hour (Remix)" (performed by Ludacris & Playaz Circle)

## 2006

### Da BackWudz-Wood Work
- 04. "Gettin' 2 It" (featuring Killer Mike)

### Pitbull-El Mariel
- 03. "Come See Me"

### T.I.-King
- 03. "What You Know" (co-produced by Wonder)
- 18. "Bankhead" (featuring P$C & Young Dro)

### Rick Ross-Port of Miami
- 12. "White House"

### Turk-Still a Hot Boy
- 01. "Live from the Lab" (featuring Ke'Noe)
- 02. "Get It How I Live" (featuring Ke'Noe & S.S.)
- 05. "I Ain't Never Heard" (featuring Chamillionaire, Ke'Noe & S.S.) (co-produced by Ke'Noe)
- 06. "Calling Out" (featuring Bun B & S.S.)
- 07. "Life is a Gamble 2 (Remix)"

### Ludacris-Release Therapy
- 06. "Mouths to Feed"

### Young Jeezy-The Inspiration
- 05. "I Luv It"
- 15. "I Got Money" (featuring T.I.)

## 2007

### Jay-Z-American Gangster
- 11. "Say Hello"

### 8Ball & MJG-Ridin High
- 15. "Worldwide"

### Young Buck-Buck the World
- 09. "Pocket Full of Paper"

### Bone Thugs-N-Harmony-Strength & Loyalty
- 13. "Sounds The Same"

### Twisted Black-Street Fame
- 12. "I'm a Fool Wit It"

### Kanye West-Graduation
- 05. "Good Life" (featuring T-Pain, co-produced by Kanye West)
- 06. "Can't Tell Me Nothing" (co-produced by Kanye West)
- 13. "Big Brother"

## 2008

### Mariah Carey-E=MC²
- 08. "I'll Be Lovin' U Long Time"

### Rick Ross -Trilla
- 09. "This Me"

### Nas-Untitled
- 09. "N.I.G.G.E.R. (The Slave and the Master)"

Leftover
- 00. "Queens Wolf"

### The Game-LAX
- 10. "House of Pain"

### Young Jeezy-The Recession
- 01. "The Recession (Intro)"

### Ludacris-Theater of the Mind
- 03. "Wish You Would" (featuring T.I.)

### T.I.-Paper Trail
- 01. "56 Barz"
- 12. "Every Chance I Get"

### San Quinn-From a Boy to a Man
- 00. "Bring Game To The Table

## 2009

### Rick Ross -Deeper Than Rap
- 13. "Valley of Death" (co-produced by Khao)

## 2010

### Game-The Red Room
- 06. "Never Stop Hustlin" (featuring Fabolous) (produced with Rico Law)

### Kanye West-My Beautiful Dark Twisted Fantasy
- 12. "Blame Game" (featuring John Legend & Chris Rock) (co-produced by Kanye West)

### T.I.-Fuck a Mixtape
- 06. "Yeah Ya Know (Takers)"
- 13. "Really Living Like That"
- 13. "Got Your Back" (featuring Keri Hilson) (Bonus Track)

### Rick Ross -The Albert Anastasia EP
- 13. "Nasty"

### T.I. -No Mercy
- 07. "Big Picture"

### Game -Brake Lights
- 11. "Phantom of the Opera" (featuring Robin Thicke)

## 2011

### Glasses Malone-Beach Cruiser
- 04. "Certified" (featuring Akon)

### Wale-The Eleven One Eleven Theory
- 07. "Barry Sanders"

### Wale -Ambition
- 04. "Legendary"
- 13. "No Days Off"

### Alley Boy -Definition of Fuck Shit Pt. 2
- 12. "For Certain"

### Lil Eazy-E -Prince of Compton
- 01. "What We're Claiming"

## 2012

### T.I.-F*ck da City Up
- 11. "Who What When" (featuring Meek Mill & Yung Booke)

### Pitbull -Original Hits
- 11. "Come See Me"

### DJ Khaled-Kiss the Ring
- 12. "Outro (They Don't Want War)" (featuring Ace Hood)

### T.I. -Trouble Man: Heavy Is the Head
- 03. "Trap Back Jumpin'"
- 14. "Who Want Some"

### Curren$y-Priest Andretti
- 02. "Money Machine Pt. 2"

### Rocko-Wordplay
- 11. "Oddz"

## 2013

### Curren$y -New Jet City
- 13. "Drive" (featuring Styles P & Young Roddy)

### 2 Chainz-B.O.A.T.S. II: Me Time
- 13. "Black Unicorn" (featuring Chrisette Michele & Sunni Patterson)

## 2014

### T.I. -Paperwork
- 13. "On Doe, On Phil" (featuring Trae tha Truth)

Leftover
- 00. "Turn It"

### Rick Ross-Hood Billionaire
- 08. "Elvis Presley Blvd." (featuring Project Pat)
- 11. "Quintessential" (featuring Snoop Dogg)

## 2019

### Nas-The Lost Tapes II
- 12. "Queens Wolf"